# Yorkshire Coast Line
| Streckenlänge: | 88 km                |                                |                                |
| Spurweite: | 1435 mm (Normalspur) |                                |                                |
| |                      |                                |                                |
| \| \| \| Scarborough \| \| \| \| von Whitby \| \| \| \| Scarborough Londesborough Road \| \| \| \| Seamer \| \| \| \| nach York \| \| \| \| Cayton \| \| \| \| Gristhorpe \| \| \| \| Filey \| \| \| \| Filey Holiday Camp \| \| \| \| Hunmanby \| \| \| \| Speeton \| \| \| \| Bempton \| \| \| \| Flamborough (ehem. Marton) \| \| \| \| Bridlington \| \| \| \| Carnaby \| \| \| \| Burton Agnes \| \| \| \| Lowthorpe \| \| \| \| Nafferton \| \| \| \| Driffield \| \| \| \| nach Malton \| \| \| \| nach Selby \| \| \| \| Hutton Cranswick \| \| \| \| Lockington \| \| \| \| Arram \| \| \| \| von York \| \| \| \| Beverley \| \| \| \| Cottingham \| \| \| \| nach York \| \| \| \| Hull Paragon \| |                      |                                |                                |
| Kopfbahnhof Streckenanfang |                      | Scarborough                    | Scarborough                    |
| Abzweig geradeaus und ehemals von rechts |                      | von Whitby                     | von Whitby                     |
| ehemaliger Bahnhof |                      | Scarborough Londesborough Road | Scarborough Londesborough Road |
| Bahnhof |                      | Seamer                         | Seamer                         |
| Abzweig geradeaus und nach rechts |                      | nach York                      | nach York                      |
| ehemaliger Bahnhof |                      | Cayton                         | Cayton                         |
| ehemaliger Bahnhof |                      | Gristhorpe                     | Gristhorpe                     |
| Bahnhof |                      | Filey                          | Filey                          |
| Abzweig geradeaus, ehemals nach links und ehemals von links · Kopfbahnhof Streckenende und quer (Strecke außer Betrieb) |                      | Filey Holiday Camp             | Filey Holiday Camp             |
| Bahnhof |                      | Hunmanby                       | Hunmanby                       |
| ehemaliger Bahnhof |                      | Speeton                        | Speeton                        |
| Bahnhof |                      | Bempton                        | Bempton                        |
| ehemaliger Bahnhof |                      | Flamborough (ehem. Marton)     | Flamborough (ehem. Marton)     |
| Bahnhof |                      | Bridlington                    | Bridlington                    |
| ehemaliger Bahnhof |                      | Carnaby                        | Carnaby                        |
| ehemaliger Bahnhof |                      | Burton Agnes                   | Burton Agnes                   |
| ehemaliger Bahnhof |                      | Lowthorpe                      | Lowthorpe                      |
| Bahnhof |                      | Nafferton                      | Nafferton                      |
| Bahnhof |                      | Driffield                      | Driffield                      |
| Abzweig geradeaus und ehemals nach rechts |                      | nach Malton                    | nach Malton                    |
| Abzweig geradeaus und ehemals nach rechts |                      | nach Selby                     | nach Selby                     |
| Bahnhof |                      | Hutton Cranswick               | Hutton Cranswick               |
| Bahnhof |                      | Lockington                     | Lockington                     |
| Bahnhof |                      | Arram                          | Arram                          |
| Abzweig geradeaus und ehemals von rechts |                      | von York                       | von York                       |
| Bahnhof |                      | Beverley                       | Beverley                       |
| Bahnhof |                      | Cottingham                     | Cottingham                     |
| Abzweig geradeaus, nach rechts und von rechts |                      | nach York                      | nach York                      |
| Kopfbahnhof Streckenende |                      | Hull Paragon                   | Hull Paragon                   |

Die Yorkshire Coast Line ist eine Bahnstrecke im Norden Englands. Sie verläuft von Kingston upon Hull (Bahnhof Hull Paragon) nordwärts durch East Riding of Yorkshire bis nach Scarborough (Bahnhof Scarborough) in North Yorkshire.

## Geschichte
Der südliche Abschnitt von Hull nach Bridlington wurde im Oktober 1846 eröffnet, der nördliche Abschnitt nach Scarborough folgte ein Jahr später.
Von 1947 bis 1977 bestand zwischen Hunmanby und Filey auch eine kurze Stichstrecke zum Bahnhof Filey Holiday Camp, welcher aus zwei Inselbahnsteigen mit vier Gleisen bestand. Wurde er anfangs im Sommerhalbjahr von Urlaubern rege genutzt, so nahm seine Bedeutung aufgrund der zunehmenden Motorisierung der Bevölkerung in der Folgezeit zusehends ab. Aus wirtschaftlichen Gründen musste der Bahnhof schließlich stillgelegt werden; der letzte Zug verkehrte am 17. Juli 1977. Heute sind nur noch die Bahnsteige sowie vereinzelte Laternenmasten zu erkennen.

## Heutiger Betrieb
Zugverbindungen auf der Strecke werden von Northern Rail bereitgestellt, wovon viele ihren weiteren Verlauf auf der Sheffield-Hull Line sowie ein paar weitere auf der Hull-York Line haben. First TransPennine Express betreibt eine Zugverbindung von Scarborough nach York/Leeds und nutzt dabei bis Seamer die Strecke. Dabei werden meist zweiteilige Dieseltriebwagen (Baureihe 158) der British Rail eingesetzt. Während des Sommers werden die 158er-Triebwagen für größere Kapazitäten mit Triebwagen der Baureihe 153 gekoppelt.
In der Vergangenheit gab es ein nur sehr begrenztes Sonntagsangebot an Verbindungen. Lediglich im Sommer gab es zwischen Hull und Bridlington einen einstündlichen Takt, Züge bis nach Scarborough fuhren alle zwei Stunden. Seit dem Fahrplanwechsel im Dezember 2009 wurde der Sommerfahrplan auf das ganze Jahr ausgeweitet. Für die Zukunft ist auch ein vergrößertes Zugangebot abends an Werktagen geplant.
Ab Scarborough existiert eine Busverbindung weiter nach Norden Richtung Whitby.